# منتخب المكسيك تحت 20 سنة لكرة الطائرة للسيدات
منتخب المكسيك تحت 20 سنة لكرة الطائرة للسيدات هو ممثل المكسيك الرسمي في المنافسات الدولية في كرة طائرة في فئة كرة الطائرة للسيدات تحت 20 سنة.